# Rothorn (Wassen)
Rothorn är en bergstopp i Schweiz.   Den ligger i kantonen Uri, i den centrala delen av landet, 90 km öster om huvudstaden Bern. Toppen på Rothorn är 3 193 meter över havet, eller 218 meter över den omgivande terrängen. Bredden vid basen är 2,3 km.
Terrängen runt Rothorn är huvudsakligen mycket bergig. Närmaste större samhälle är Engelberg, 17,0 km nordväst om Rothorn. 
Trakten runt Rothorn består i huvudsak av gräsmarker. Runt Rothorn är det glesbefolkat, med 9 invånare per kvadratkilometer.